# Carcinización

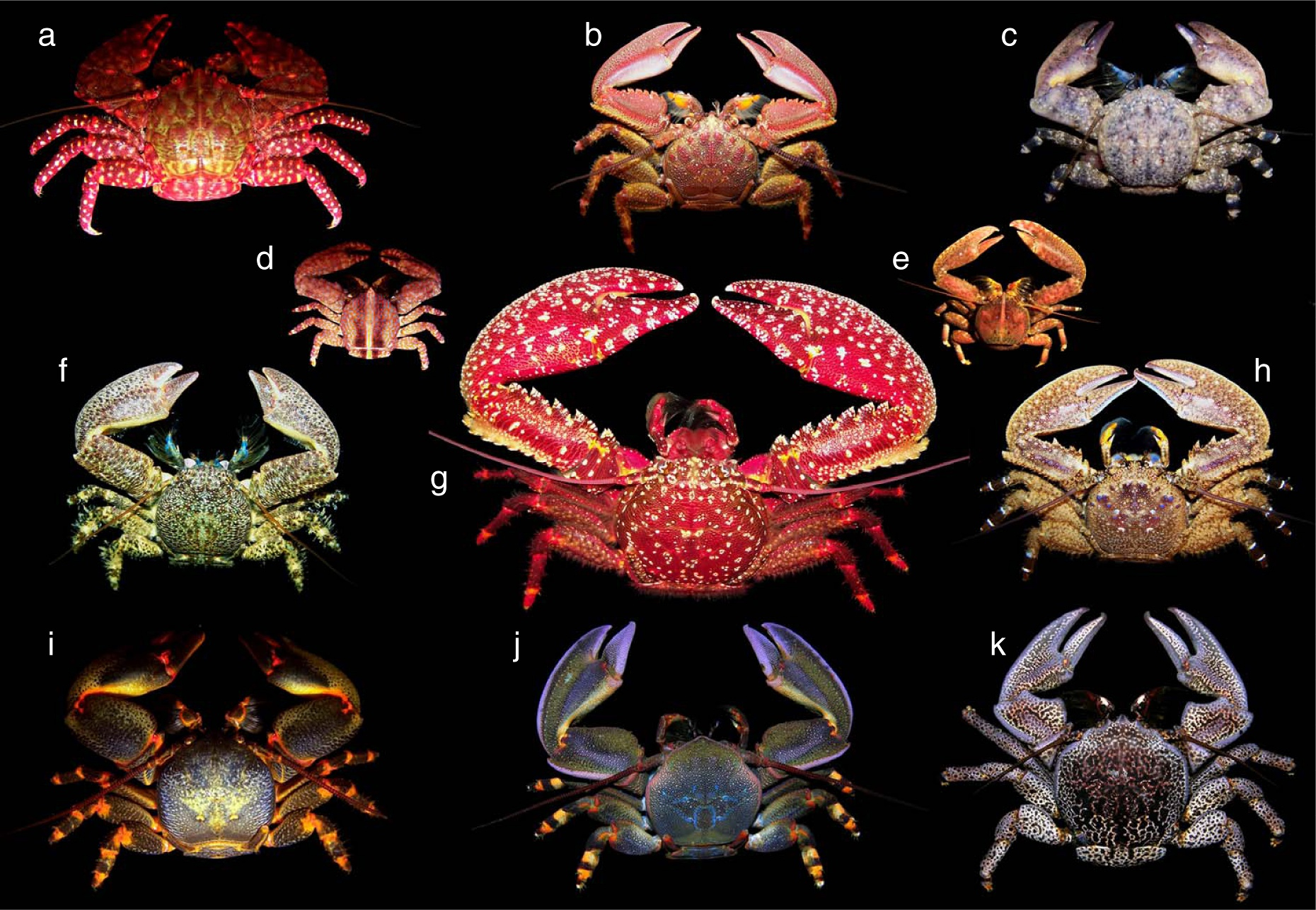
Los cangrejos de porcelana se parecen a los cangrejos, pero están más relacionados con las langostas y los cangrejos ermitaños.

La carcinización es un ejemplo de evolución convergente en la que un crustáceo evoluciona a una forma similar a la de un cangrejo. El término fue introducido en la biología evolutiva por L. A. Borradaile, quien lo describió como "uno de los muchos intentos de la naturaleza de evolucionar un cangrejo".

## Ejemplos
Se cree que la carcinización se produjo de forma independiente en por lo menos cinco grupos de crustáceos decápodos:
- Los litódidos (centollos y cangrejos gigantes o reales), que la mayoría de los científicos creen que evolucionaron de los ancestros del cangrejo ermitaño.[3][4]
- Los cangrejos de porcelana, que están estrechamente relacionados con los galateidos.[5]
- El cangrejo de piedra peludo (Lomis hirta).[6]
- El cangrejo de los cocoteros (Birgus latro).
- Los braquiuros (los verdaderos cangrejos comunes).[7]

Un ejemplo prehistórico es el orden extinto de los crustáceos Cyclida, que desarrollaron su morfología similar a un cangrejo antes de la existencia de los verdaderos cangrejos.

### Litódidos

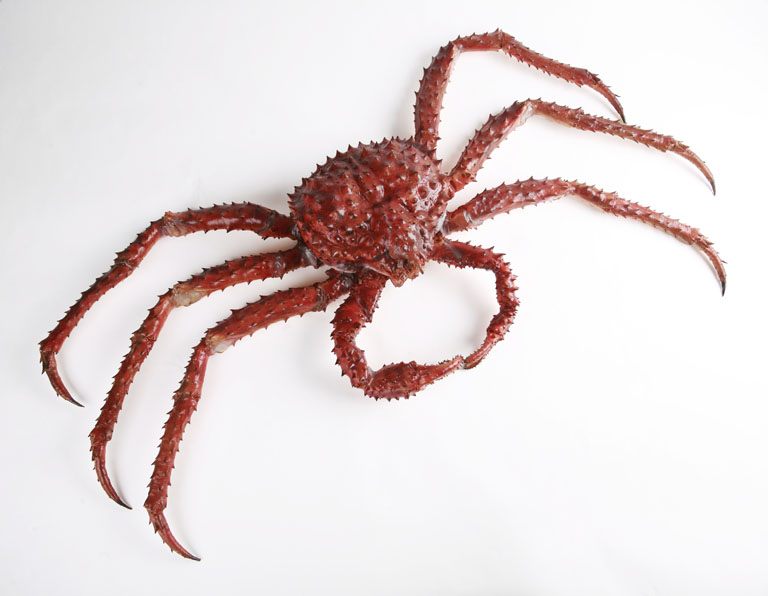
Un cangrejo rojo gigante en la colección del Museo de los Niños de Indianápolis.

El ejemplo de los litódidos (familia Lithodidae) que evolucionaron a partir de los ancestros de los cangrejos ermitaños ha sido particularmente bien estudiado, y la evidencia en su biología apoya esta teoría. Por ejemplo, la mayoría de los cangrejos ermitaños son asimétricos, por lo que encajan bien en las conchas de caracol en espiral; los abdómenes de los litódidos, aunque no usan conchas de caracol como refugio, también son asimétricos.

### Hipercarcinización
En el cangrejo de porcelana Allopetrolisthes spinifrons se puede observar una forma excepcional de la carcinización denominada "hipercarcinización". Además de la forma corporal acortada, A. spinifrons también muestra un dimorfismo sexual similar al observado en los verdaderos cangrejos, donde los machos tienen un pleón más corto que las hembras.

## Decarcinización
Algunas especies con forma de cangrejo han evolucionado alejándose de la forma típica de cangrejo en un proceso denominado decarcinización. Este proceso, que implica la pérdida de la forma corporal típica de los cangrejos, ha ocurrido múltiples veces tanto en Brachyura como en Anomura. Sin embargo, existen diferentes grados de carcinización y decarcinización, por lo que no todas las especies pueden clasificarse de manera definitiva como "carcinizadas" o "decarcinizadas". Algunos ejemplos incluyen el cangrejo de los cocoteros (Birgus latro), así como otros cangrejos ermitaños, que han perdido o reducido su caparazón externo, frecuentemente denominado "domicilio". Si bien mantienen su fenotipo similar al de un cangrejo, la reducción o ausencia de domicilio requiere que se les clasifique como "semicarcinizados".